# Røros
Røros is een stad en gemeente in de Noorse provincie Trøndelag. De gemeente telde 5623 inwoners in januari 2017. Røros is het hoogstgelegen stadje van Noorwegen, het ligt op 628 meter hoogte. Het heeft een station aan Rørosbanen naar Trondheim. Even ten westen ligt het vliegveld. Het eerste seizoen van de Zweedse kinderserie Pippi Langkous is grotendeels opgenomen tegen de pittoreske achtergrond van Røros.

## Werelderfgoed
Røros is een oude mijnstad die in 1980 op de Werelderfgoedlijst van de UNESCO is geplaatst. In het beschermde stadscentrum zijn twee straten met houten huizen, zoals Rammgård (1857), als authentieke herberg ingericht, en met de Berstadens Ziir, de stenen kerk uit 1784, met het mijnwerkersembleem op de toren. Binnen in de kerk staat een barokorgel en een portret van Hans Aasen, de eerste persoon die koper uit de grond haalde.

## Koperindustrie
Omstreeks 1665 werd in Røros een kopermijn geopend. Sindsdien kwamen uit alle windstreken mijnwerkers naar het Røros om zwaar werk te verrichten in de mijnen en smelterijen. Al voor de Tweede Wereldoorlog kwam na drie eeuwen een einde aan de koperindustrie. Later is met efficiëntere wijze van koperwinning nog koper gewonnen (en ook zink), totdat er in 1977 definitief een einde aan de mijnen kwam.
Voor het station staat een standbeeld van Johan Falkberget (1879-1967), een socialistische schrijver die in zijn boeken veel over de mijnbouw en de mijnwerkers schreef. In de stad staat ook een standbeeld van een mijnwerker met zijn vrouw. Er is een openluchtmuseum voor industriële geschiedenis (Rørosmuseet).

## Plaatsen in de gemeente
- Brekken (Noorwegen)
- Glåmos